# Parlera
La parlera è un balcone dotato di un leggio, e nel quale talvolta sono esposte delle bandiere dal quale si tengono discorsi e annunci a carattere pubblico.
Molti comuni hanno una parlera attaccata al palazzo municipale. Le decisioni prese dalle autorità competenti venivano qui comunicate nell'interesse dell'intera collettività.
Dalla parlera di palazzo Venezia a Roma fu pronunciata da Benito Mussolini l'entrata in guerra dell'Italia.